# Girl power

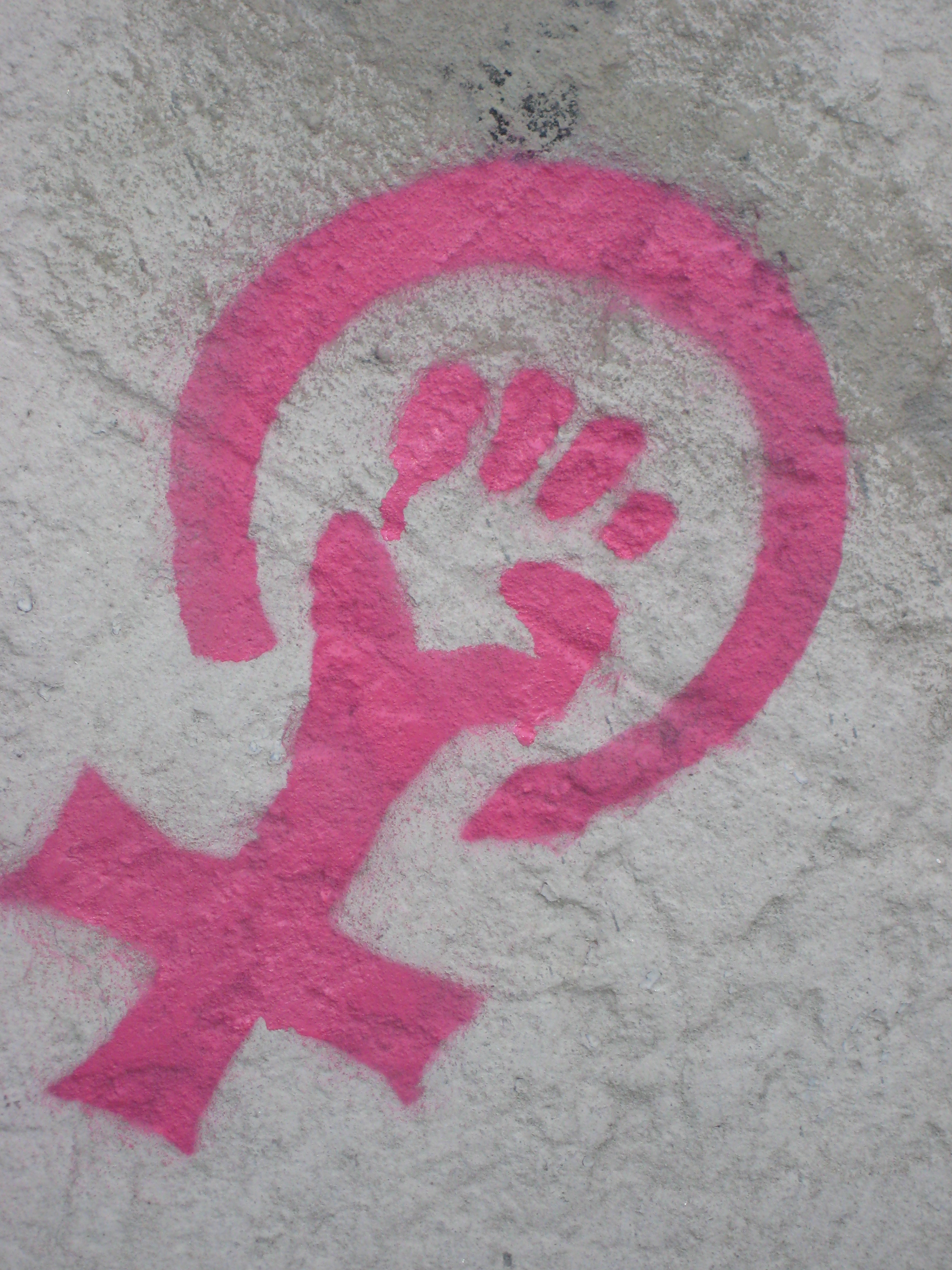

Фраза girl power (с англ. — «девичья сила») является отражением культурного феномена 1990-х и начала 2000-х годов. Она также связана с третьей волной феминизма. Фразу сделала популярной группа Spice Girls в середине-конце 1990-х годов.

## Раннее использование
Одно из самых ранних упоминаний фразы girl power встречается в 1987 году у лондонской девичьей группы под названием Mint Juleps в песне Girl to the Power of 6. Впоследствии фраза была использована в фэнзине панк-группой Bikini Kill. Иногда фразу записывают как grrrl power, что ассоциирует её с движением Riot Grrrl.
Позже, в начале 1990-х, фразу girl power использовало множество групп, в числе которых валлийская инди-группа Helen Love, а также пламстедский поп-панк-дуэт Shampoo, который выпустил альбом и сингл Girl Power в 1995 году.

## Spice Girls и научный подход
В конце концов фраза вошла в обиход в середине 1990-х годов благодаря поп-квинтету Spice Girls.
Профессор Сьюзан Хопкинс (англ. Susan Hopkins) в своей статье 2002 года Girl Heroes: The New Force in Popular Culture рассматривает корреляцию между girl power, Spice Girls и женщинами-action heroes в конце XX века.
Другие учёные также рассматривали фразу girl power в научном контексте: к примеру, в так называемых Buffy studies. Исследовательница медиа Кэтлин Роу Карлин (англ. Kathleen Rowe Karlyn) в своей статье Scream, Popular Culture, and Feminism’s Third Wave: I’m Not My Mother, а также Ирэн Каррас (Irene Karras) в The Third Wave’s Final girl: Buffy the Vampire Slayer рассматривают связь с третьей волной феминизма. Фрэнсис Эрли (Frances Early) и Кэтлин Кеннеди (Kathleen Kennedy) во вступлении к Athena’s Daughters: Television’s New Women Warriors обсуждают связь между фразой girl power и «новым» образом девы-воительницы в поп-культуре.

### Критика
Доктор Дэбби Джинг (англ. Debbie Ging), профессор кафедры теории коммуникации в городском университете Дублина, выступила с критикой идеалов girl power, связав их с сексуализацией детей, в особенности девочек.
Эми Макклюр (англ. Amy McClure) из университета Северной Каролины предупреждает, что не следует возлагать больших надежд на girl power, когда речь идёт о борьбе за права женщин: «Идеология, основанная на потребительстве, никогда не станет революционным социальным движением. Иллюзия того, что girl power является революционным движением, является опасной ложью, которую продают нам маркетологи и которую мы радостно продаем сами себе». Медиа иногда представляет лишь узкую часть определения того, что значит быть девушкой сегодня. Ярким примером этого является игрушка Барби, которая включает в себя концепцию girl power («I can be» Barbie), утверждая, что девочка может стать кем угодно, когда она вырастет. Тем не менее образ Барби представляет собой не все возможные для девочек опции, а лишь малую их часть.